# ياسيميس
ياسيميس (باليونانية: Γιασουμής Γιασουμή)‏ (31 مايو 1975 بلارنكا في قبرص - ) هو لاعب كرة قدم قبرصي في مركز الهجوم. شارك مع منتخب قبرص لكرة القدم. أما مع النوادي، فقد لعب مع أريس ليماسول ونادي أبويل ونادي أيك لارنكا ونادي باوك وأثنيكس أشنة ‏ وإينوسيس نيون باراليمني ‏.

## مسيرته الكروية
لعب ياسيميس خلال مسيرته الاحترافية مع 6 أندية في خمسة عشر موسمًا وسجل خلالها 105 هدف ضمن 311 مباراة. حيث فاز في موسمين بالكأس ولم يفز بأي دوري.
خاض ياسيميس مسيرته مع إينوسيس نيون باراليمني ‏ في موسم 1995–96 واستمر معه طيلة ثلاثة مواسم، مشاركًا في 59 مباراة سجل خلالها 13 هدفًا. ثم انتقل إلى نادي أبويل في موسم 1998–99 واستمر معه طيلة ثلاثة مواسم، حيث شارك في 70 مباراة سجل خلالها 46 هدفًا. لينتقل بعدها إلى نادي باوك في موسم 2001–02 ليلعب معه ستة مواسم، مشاركًا في 117 مباراة سجل خلالها 28 هدفًا. ثم انتقل إلى نادي أريس ليماسول في موسم 2007–08 لمدة موسم واحد، مشاركًا في 24 مباراة سجل خلالها 3 أهداف. هذا وانتقل لاحقًا إلى أثنيكس أشنة ‏ في موسم 2008–09 لمدة موسم واحد، مشاركًا في 21 مباراة سجل خلالها 11 هدفًا. ثم انتقل بعدها إلى نادي أيك لارنكا في موسم 2009–10 لمدة موسم واحد، مشاركًا في 20 مباراة سجل خلالها 4 أهداف.

## روابط خارجية
- ياسيميس على موقع الاتحاد الدولي (مؤرشف)  (الإنجليزية)
- ياسيميس على موقع الاتحاد الأوربي (الإنجليزية)
- ياسيميس على موقع قاعدة بيانات كرة القدم.إي يو (الإنجليزية)
- ياسيميس على موقع ناشيونال فوتبول تيمز (الإنجليزية)